# Anni Pede
Anni Pede (* 14. Januar 1940), verheiratete Anni Erdkamp, ist eine ehemalige deutsche Leichtathletin, die als erste Marathonläuferin in Deutschland bekannt wurde.
Am 16. September 1967 stellte sie in Waldniel (unter dem Namen Anni Erdkamp) mit der Zeit von 3:07:26,2 h eine Weltbestzeit im Marathonlauf auf, die bis 1970 Bestand hatte. Es war zugleich die erste registrierte deutsche Marathonbestzeit, die erst 1973 von Christa Kofferschläger unterboten wurde.
Da zu dieser Zeit den Frauen der Marathonlauf durch die Sportverbände aus Angst vor Überlastung noch untersagt war, organisierte der Trainer von Anni Erdkamp, Ernst van Aaken, einen Marathonlauf und ließ zwei Frauen heimlich mitlaufen. Er stellte sie 30 Meter hinter dem Start auf, damit sie den Kampfrichtern nicht auffielen. Anni Erdkamp wurde Gesamtdritte dieses Laufes. Sie war als 27-Jährige zu dieser Zeit Mutter zweier Kinder.
Zuvor war sie Mittelstreckenläuferin und hatte bei den Europäischen Hallenspielen 1966 Platz drei über 800 Meter belegt (2:12,9 min).
Anni Pede startete für den OSC Waldniel.